# Косна
Косна је насељено мјесто у општини Двор, у Банији, Сисачко-мославачка жупанија, Република Хрватска.

## Историја
Косна се од распада Југославије до августа 1995. године налазила у Републици Српској Крајини.

## Становништво
Насеље је према попису становништва из 2011. године имало 35 становника.
| Националност       | 1991. | 1981. | 1971. | 1961. |
| Срби               | 106   | 160   | 227   | 282   |
| Југословени        |       | 1     |       |       |
| Хрвати             |       |       |       | 1     |
| остали и непознато | 2     |       | 1     | 2     |
| Укупно             | 108   | 161   | 228   | 285   |

| Демографија | Демографија | Демографија |
| Година      | Становника  | Становника  |
| ----------- | ----------- | ----------- |
| 1961.       | 285         |             |
| 1971.       | 228         |             |
| 1981.       | 161         |             |
| 1991.       | 108         |             |
| 2001.       | 36          |             |
| 2011.       |             | 35          |